# Sitio de Malta (1940)
El sitio de Malta fue un importante acontecimiento militar sucedido durante la conocida como batalla del Mediterráneo en la Segunda Guerra Mundial. Tuvo lugar entre 1940 y 1943 alrededor de la isla de Malta, entonces bajo posesión británica. 
El sitio fue llevado a cabo por las fuerzas aéreas y marítimas del Reino de Italia y Alemania. Malta fue una de las áreas más intensamente bombardeadas de la guerra, pues fue objetivo de cerca de 3.000 incursiones en los dos años del sitio. Durante el conflicto murieron 1.493 civiles y fueron heridos 3.674. Entre junio de 1940 y diciembre de 1942, los aviones de la RAF británica aseguraron que abatieron 863 aeronaves del Eje y perdieron 289 Spitfires y Hurricanes en combate, perdiendo 844 aeronaves de cualquier tipo en total, no solo en combate. La Luftwaffe alemana aseguró que había abatido 446 aviones aliados.

## Trasfondo

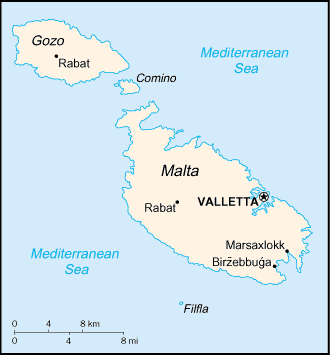
Mapa de Malta, en el mar mediterráneo.

Debido a su situación estratégica, Malta era un punto estratégico tanto para el Eje como para los Aliados—la isla está en medio del Mediterráneo junto a África, Italia y Turquía. Desde 1814 había sido, después de dos años de ocupación napoleónica, parte del Imperio británico. Era la única base militar británica entre Gibraltar y Alejandría, por lo que su aeródromo era muy utilizado por los cazas aliados. A pesar de su situación, los británicos habían trasladado el cuartel general de la Flota del Mediterráneo de La Valeta a Alejandría a mediados de la década de 1930, así que la base estaba debilitada para cuando el Reino de Italia le declaró la guerra al Reino Unido el 10 de junio de 1940. El Eje consideró que la isla, lejos del Reino Unido y cerca de Italia, no podía ser defendida y que atacarla no consumiría muchos recursos, pues en la isla solo permanecían 4.000 soldados y tres biplanos obsoletos con provisiones para cinco semanas. Por otra parte, la isla era una amenaza estratégica para Italia y Alemania y para la comunicación entre los territorios del Eje en Europa y en el Norte de África.

## Primera fase

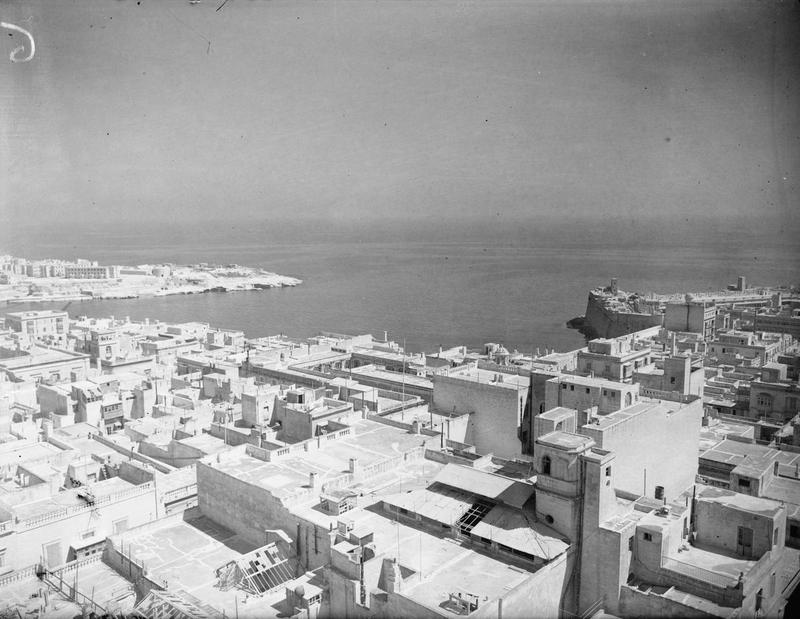
Vista de Mersa Museta Harbou, 3 de agosto de 1942

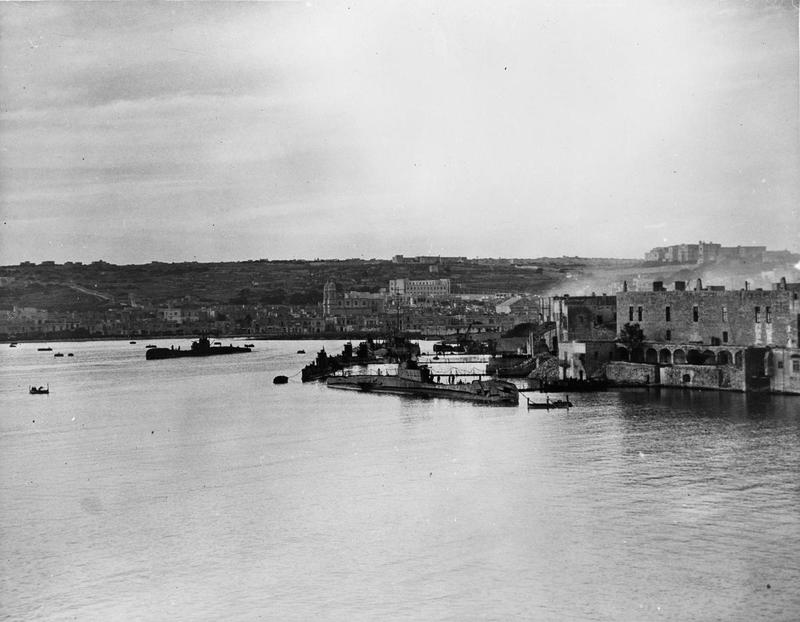
Base submarina británica.

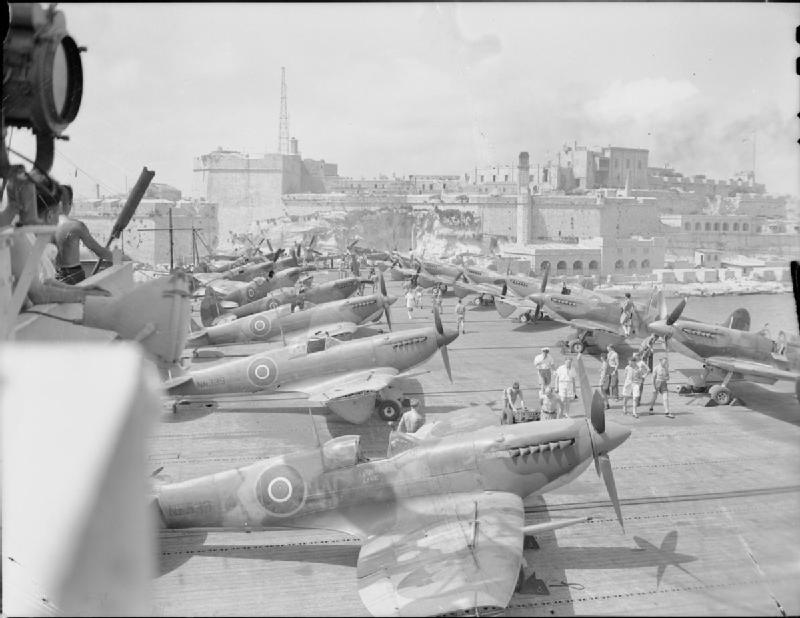
aviones británicos.

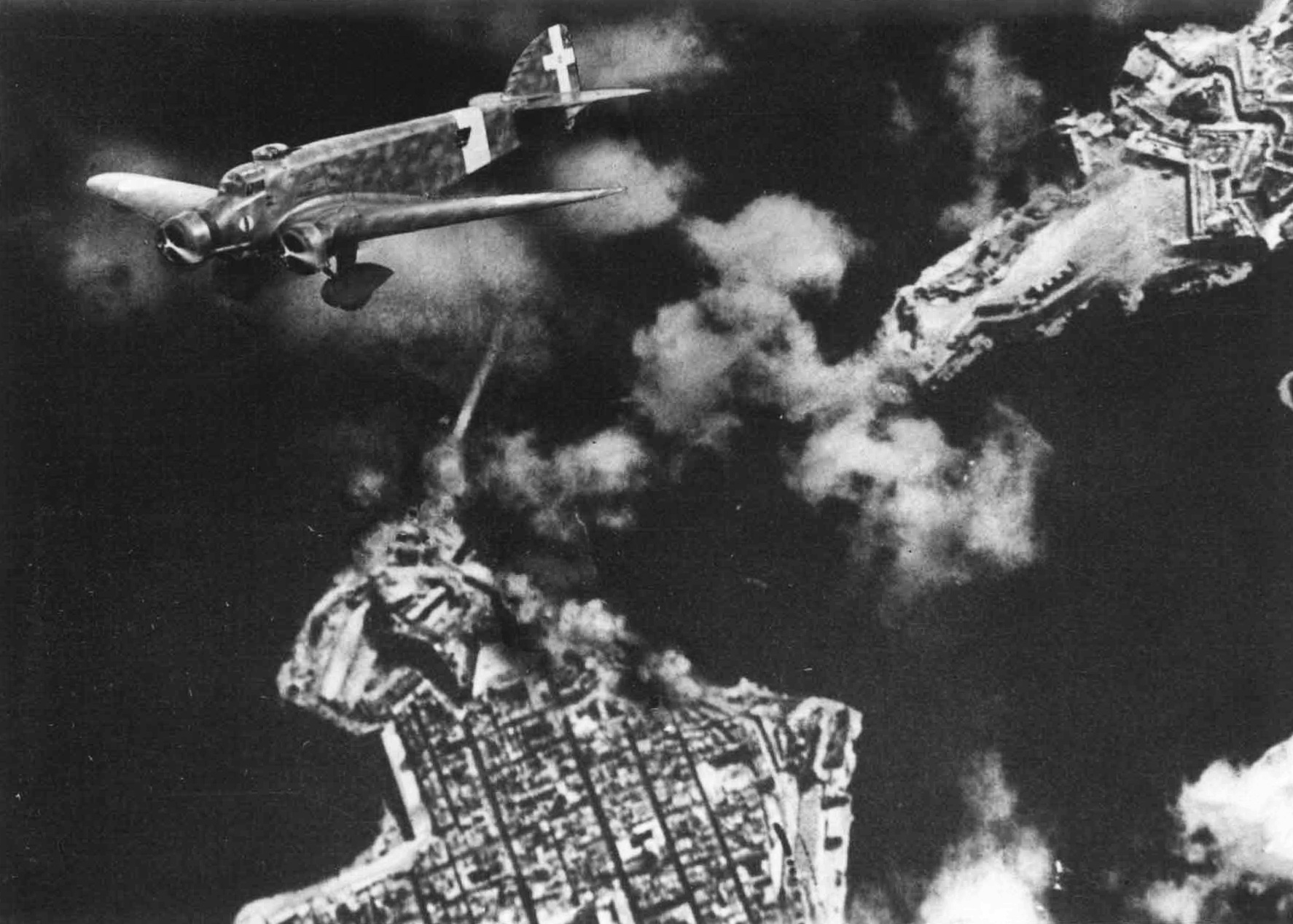
Bombardeo italiano sobre el gran puerto.

El 12 de junio de 1940, al día siguiente de declarar la guerra al Reino Unido de Gran Bretaña e Irlanda del Norte, Italia atacó la isla. La mayor parte de las fuerzas terrestres del Eje estaban ocupadas en la invasión de Francia, así que Italia recurrió al bombardeo aéreo para impedir que Malta representase una amenaza. El primer día 10 bombarderos italianos arrojaron su carga explosiva en la isla. 
De esta manera, las pocas aeronaves estacionadas en Malta, tres biplanos obsoletos Gloster Gladiator—que recibieron los nombres de Faith (fe), Hope (esperanza) y Charity (caridad)— tuvieron que volver al servicio. Al principio no podían despegar del aeropuerto de Luqa, porque no estaba acabado, y operaban desde Hal Far. Inicialmente, los bombarderos italianos volaban a unos 5.500 metros y descendían a 3.000 metros para mejorar sus oportunidades de hacer blanco. El Mayor R. I. K Paine declaró más tarde que “[tras descender] derribamos uno o dos cada día, así que empezaron a venir a 6.000 m. Su bombardeo nunca fue muy preciso. Como volaban alto pasó a ser indiscriminado”.
Los altos mandos de la Regia Marina propusieron enviar a Malta el escuadrón naval italiano de Tarento para ocupar Malta en junio de 1940, pero Mussolini -creyendo que el Reino Unido se estaba por rendir a causa de la derrota de Francia - pospuso el plan algunos meses y nunca se hizo. Italia perdió así una ocasión única, que fue sucesivamente muy lamentada por críticos militares italianos.
Cuando el  gobierno británico vio la efectividad de la defensa a pesar de los pocos recursos cambió de idea y decidió que Malta debía ser defendida y reforzada. Esta política se mantuvo durante toda la guerra. Desde entonces y hasta el final del sitio, convoyes con escoltas navales reabastecían la isla. Ambos bandos estaban al tanto de la importancia estratégica de Malta y enviaron muchas tropas a luchas desesperadas con pérdidas considerables.
A principios de julio los Gladiatores estaban acompañados por Hawker Hurricanes y las defensas se organizaron dentro del escuadrón 261 de la RAF. Durante los primeros cinco meses de combate las aeronaves de la isla aseguraron que habían destruido o dañado unas 37 aeronaves. El piloto italiano Francisco Cavalera dijo: “Malta era realmente un gran problema para nosotros— muy bien defendida”. En Malta murieron 330 personas y otras 297 fueron gravemente heridas.
En enero de 1941, el Fliegerkorps X Alemán llegó a Sicilia ya que el Afrika Korps fue enviado a Libia. La presencia de la Luftwaffe alemana trajo como consecuencia un notable incremento del bombardeo a Malta. La entrada en escena en febrero de los Bf-109E (7 Staffel Jagdgeschwader 26) pilotados por hombres de la Luftwaffe, de mayor experiencia que los italianos, y liderados por el As del aire Oberleutnant Joachim Müncheberg, conllevó un súbito y marcado incremento en las bajas de Hurricanes. Durante los siguientes meses los 7. JG 26 se atribuyeron 42 victorias aéreas (la mitad por Müncheberg) sin una sola baja. En este mismo mes el portaaviones HMS Illustrious llegó a la Gran Bahía y fue atacado por bombarderos Junkers Ju-87 (Stuka), ataque del que salió gravemente dañado y en el que murieron 126 miembros de la tripulación y 91 resultaron heridos.
A mediados de 1941 se formaron nuevos escuadrones—N.º 185 y N.º 126—y los defensores recibieron los primeros Hurricane Mk II, así como las primeras unidades Bristol Blenheim y Bristol Beaufighter. El 1 de enero, el Vice-Mariscal del Ejército del Aire, Forster Maynard, Comandante Aéreo de Malta, fue reemplazado por el Comodoro Hugh Pughe Lloyd.
Los ataques del Eje sobre Malta experimentaron un declive más tarde en ese año a medida que los limitados recursos alemanes se desviaron a la lucha en el Frente Oriental contra el Ejército Rojo. Sin embargo, en diciembre de 1941 las fuerzas alemanas volvieron a prestar más atención a Malta y reanudaron los bombardeos intensivos. Tanto la comida como el combustible y la munición debían importarse, y el reabastecimiento se volvió muy difícil y costoso: la isla quedó casi completamente incomunicada. Treinta y un barcos aliados fueron destruidos por los bombardeos. Los defensores aseguraron que habían derribado 191 aeronaves de 1940 a 1941, por 94 pérdidas.
En febrero de 1942, el líder de escuadra Stan Turner llegó a la isla para hacerse cargo del Escuadrón 249. Su experiencia en vuelo con Douglas Bader en Europa le hizo adoptar la conocida formación 'finger-four', cuyo objetivo es disminuir las bajas. Sin embargo, Turner contaba con desfasados Hurricanes y combatía contra los modernos BF 109-F's de la Jagdgeschwader 53 y los Macchi C.202 italianos. El 7 de marzo de 1942 llegó el primer contingente de 15 Spitfires Mk V desde el portaaviones HMS Eagle. El refuerzo de Malta desde portaaviones pasó a ser más frecuente aún durante 1942. El 20 de abril llegaron los escuadrones N.º 601 y N.º 603 de Spitfires, y más tarde el US Wasp y el HMS Eagle aportaron otros 59 de estos cazas.
Para mediados de 1942, las fuerzas del Eje que atacaban la isla llegaron a la cúspide de su potencia con 520 aeronaves de la Luftwaffe y 300 de la Regia Aeronautica. Los adversarios principales de los defensores de Malta fueron los 140 Me 109-F de la Jagdgeschwader 53 'Pik As' y II/JG 3 'Udet' y los 80 Macchi C.202 del 4º y 5º Stormo. Entre los estaban los Junkers Ju 88 de II./LG 1, II & III./KG 77, I./KG 54, Kgr.606 & Kgr. 806.
En las ocasiones en las que la RAF no pudo apoyar a la isla, el Control de Combate de Malta transmitía comunicaciones de radio falsas, como si sus aviones estuviesen en el aire, ya que conocían que la Luftwaffe monitoreaba las conversaciones.
En este período de la guerra los submarinos de la Royal Navy, los bombarderos de la RAF y los torpederos de la Flota Aérea que operaban desde Malta continuaron luchando contra las embarcaciones del Eje, entorpeciendo severamente los suministros a sus fuerzas en el Norte de África y limitando la capacidad de Erwin Rommel de avanzar en el desierto hacia Alejandría y El Cairo (véase Campaña del Norte de África).
El 15 de abril de 1942, el Rey Jorge IV premió a Malta con la Cruz de Jorge, la más alta condecoración civil de la Commonwealth, normalmente otorgada a individuos. El presidente de los Estados Unidos, Franklin Roosevelt, al describir el periodo de la guerra, llamó a Malta “una diminuta llama brillante en la oscuridad”. Algunos historiadores dicen que este galardón fue más que todo un gesto propagandístico para justificar las enormes pérdidas sufridas por el Reino Unido y por impedir que Malta capitulase como había hecho Singapur en la batalla de Singapur.
En la primera mitad de 1942 solo hubo un período de 24 horas sin incursiones aéreas. Los registros de la Luftwaffe indican que entre el 20 de marzo y el 28 de abril de 1942 Malta recibió 6.557 toneladas de bombas.

## Segunda fase

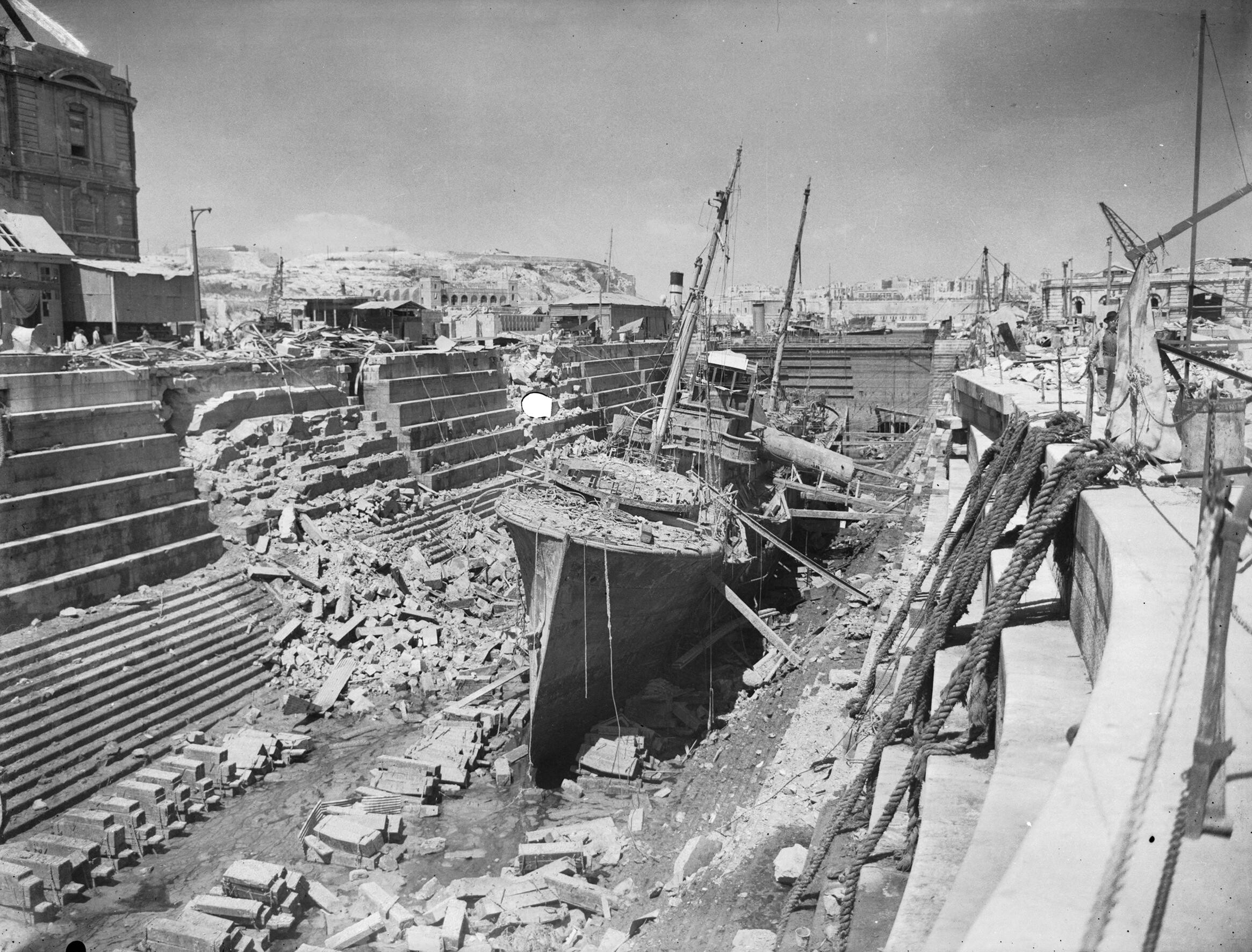
El arrastrero armado HMS Coral dentro del Dique Seco Nº3 dañado por una bomba durante la Segunda Guerra Mundial.

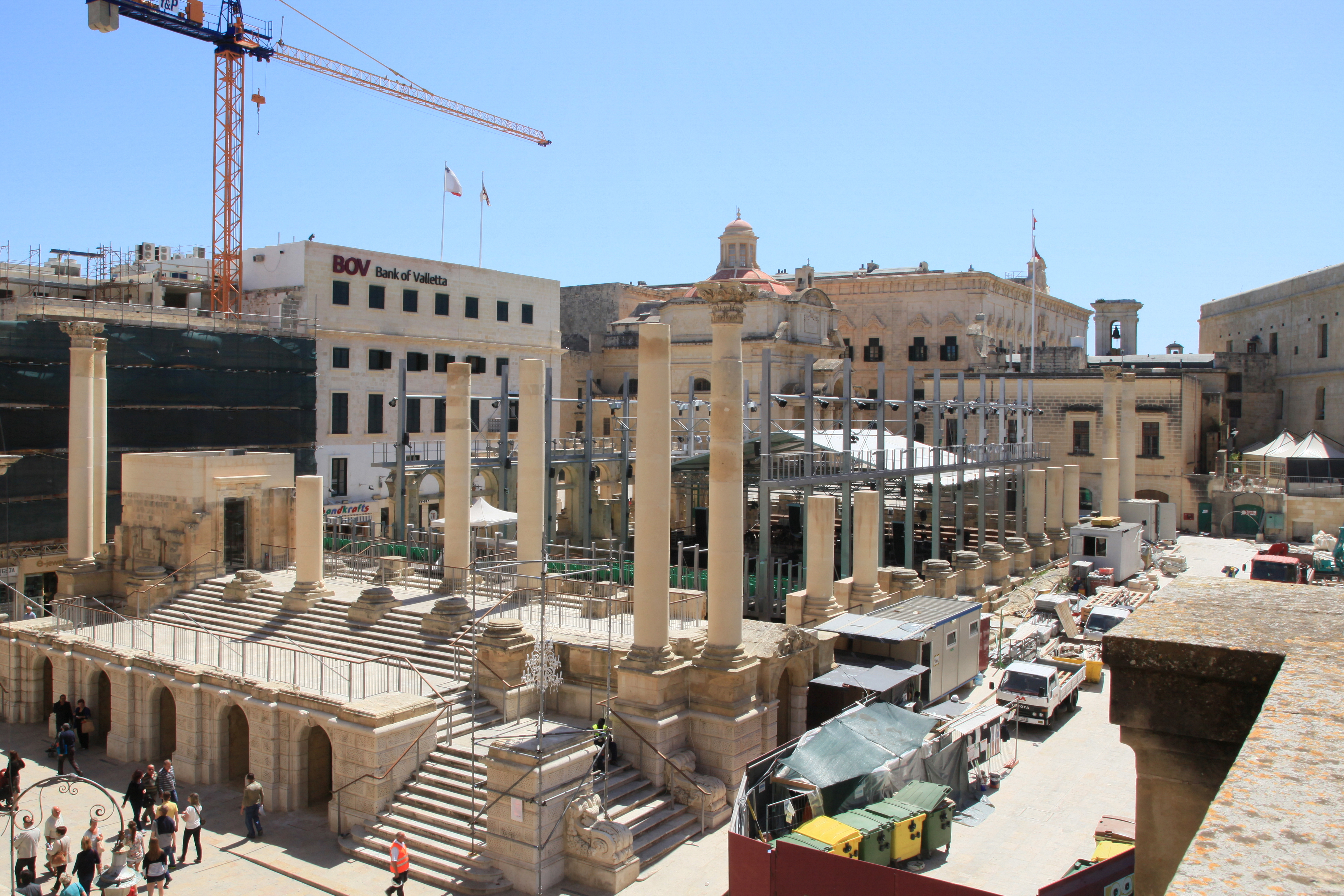
Ruinas de la Ópera real de La Valeta, destruida en 1942 y convertida en teatro al aire libre en 2013.

Reino Unido sacó partido de la pausa de los ataques del Eje para incorporar a la isla a 61 Spitfires desde el HMS Furious, lo que mejoró la defensa aérea, aunque la comida, la munición y el combustible seguían siendo muy escasos. La Operación Pedestal fue un importante intento de reabastecer Malta con un convoy de 14 barcos mercantes apoyados por 44 naves de guerra.
El convoy fue implacablemente atacado en los primeros días de agosto. El 13 de agosto, las naves supervivientes empezaron a llegar a Malta. La última llegó el 15 de agosto, el día de la Fiesta de Santa Marija (Santa María). Solo 5 cargueros de los 14 iniciales resistieron los ataques. En el ataque se perdió un portaaviones, dos cruceros, un destructor, dos cargueros y dos cruceros quedaron muy dañados.
La Luftwaffe respondió con nuevos ataques en octubre, pero los esfuerzos aliados en Oriente Medio empezaban a surtir efecto y Malta empezaba a ser abastecida. A medida que las fuerzas del Eje fueron siendo derrotadas en el norte de África, el Sitio de Malta se fue relajando.
La infraestructura de las fuerzas aéreas construida en 1942 pasó más tarde a ser una base ofensiva desde la que operaban más de una docena de escuadrones de Spitfires que cubrían la invasión anfibia de Sicilia.